# Death on the Nile (1978)
Death on the Nile (bra: Morte Sobre o Nilo; prt: Morte no Nilo) é um filme britânico de 1978, do gênero mistério, dirigido por John Guillermin, e estrelado por Peter Ustinov, Jane Birkin, Lois Chiles, Bette Davis, Mia Farrow, Jon Finch, Olivia Hussey, I. S. Johar, George Kennedy, Angela Lansbury, Simon MacCorkindale, David Niven, Maggie Smith e Jack Warden. O roteiro de Anthony Shaffer foi baseado no romance homônimo de Agatha Christie, de 1937. A produção é uma continuação do filme "Murder on the Orient Express" (1974).
A trama acontece no Egito em 1937, principalmente em um navio a vapor que percorre o Rio Nilo. Vários locais famosos do Antigo Egito são apresentados no filme, como as Grandes Pirâmides, a Esfinge e os templos de Abul-Simbel e Carnaque, às vezes fora de sequência (as cenas do passeio de navio começam em Assuão, seguem rio abaixo até Carnaque, e depois mudam para o rio acima até Abul-Simbel).

## Sinopse
Em um cruzeiro pelo Rio Nilo, a rica herdeira Linnet Ridgeway (Lois Chiles) é assassinada. Por coincidência, quase todos os passageiros têm motivos diversos para matá-la. Enquanto as investigações, lideradas por Hercule Poirot (Peter Ustinov), têm início no próprio navio, novos assassinatos acontecem com o intuito de encobrir a verdadeira identidade de quem cometeu a atrocidade original.

## Elenco
- Peter Ustinov como Hercule Poirot
- Jane Birkin como Louise Bourget
- Lois Chiles como Linnet Ridgeway-Doyle
- Bette Davis como Marie Van Schuyler
- Mia Farrow como Jacqueline de Bellefort
- Jon Finch como James Ferguson
- Olivia Hussey como Rosalie Otterbourne
- I. S. Johar como Sr. Choudhury
- George Kennedy como Andrew Pennington
- Angela Lansbury como Salome Otterbourne
- Simon MacCorkindale como Simon Doyle
- David Niven como Coronel Race
- Maggie Smith como Srta. Bowers
- Jack Warden como Dr. Ludwig Bessner
- Harry Andrews como Barnstaple
- Sam Wanamaker como Rockford
- Saeed Jaffrey como Servente (não-creditado)

## Produção

### Desenvolvimento
Em 1974, a EMI Films obteve um enorme sucesso com a versão cinematográfica do romance "Murder on the Orient Express" (1934), e queria produzir uma sequência. O filme foi feito durante um período de expansão da EMI Films sob a gestão de Michael Deeley e Barry Spikings, que visavam cada vez mais atingir o mercado internacional com produções como "The Deer Hunter" e "Convoy". "Death on the Nile" foi um filme mais tradicionalmente britânico.
O diretor, John Guillermin, tinha acabado de fazer dois sucessos de bilheteria, "The Towering Inferno" (1974) e "King Kong" (1976).

### Escolha de elenco
Albert Finney interpretou Hercule Poirot em "Murder on the Orient Express", mas não queria passar pelo pesado processo de maquiagem necessário para Poirot sob o sol egípcio. Os produtores sentiram que, se não conseguissem Finney, deveriam seguir uma direção totalmente diferente, então, acabaram escalando Peter Ustinov. "Poirot é um papel para um ator de papéis secundários, se é que já houve um", disse o produtor Richard B. Goodwin, "e Peter é um ator de papéis secundários de destaque". Um elenco repleto de estrelas conhecidas foi escalado. Este foi o primeiro filme britânico de Jane Birkin em uma década.

### Filmagens
A produção passou sete semanas em locações no Egito no final de 1977. Quatro semanas de filmagem foram apenas no navio a vapor Karnak (o histórico SS Memnon), e o restante em lugares como Assuão, Abul-Simbel, Luxor e Cairo. Na maioria das vezes, o navio era transportado por barcos menores enquanto seus motores, que eram tão altos que interrompiam as gravações, permaneciam desligados. Quando as gravações eram no deserto, o processo de maquiagem começava às 4h e as filmagens iniciavam-se às 6h para acomodar um atraso de duas horas por volta do meio-dia, quando as temperaturas pairavam perto dos 54 °C. Bette Davis comentou ironicamente: "Antigamente, eles teriam construído o Nilo para você. Hoje em dia, os filmes se tornaram diários de viagem e os atores, dublês".
John Guillermin comentou que o governo egípcio apoiou a produção do filme devido à quantidade de fãs de Agatha Christie no país, e porque a história "era apolítica".
Durante as filmagens, surgiram problemas quando nenhuma reserva de hotel foi feita para a equipe. Eles eram transferidos de hotel para hotel, às vezes diariamente. O diretor Guillermin nunca teve permissão para ver as cenas já gravadas. Por ordem dos produtores, as filmagens foram enviadas diretamente para eles em Londres. Um momento descontraído ocorreu durante uma cena de amor entre Chiles e MacCorkindale, quando uma mosca do deserto pousou nos dentes de Chiles. Os atores continuaram da melhor que puderam, mas a equipe começou a rir quando Guillermin felizmente gritou "corta" e pediu para fazerem outra tomada.
Guillermin achou a filmagem logisticamente complicada por causa do calor e do navio, que às vezes encalhava. Mas ele gostou do elenco:
"As pessoas mais experientes criaram uma atmosfera muito generosa. Eles não estavam nem um pouco impacientes. Nunca trabalhei com Bette Davis antes e me disseram que ela era profissional, mas não comunicativa. Bom, ela era um bastião absoluto de apoio e entusiasmo. Durante os intervalos, o elenco costumava sentar e ter uma conversa fantástica. Havia a grande sagacidade de Ustinov e o humor seco de Niven. Jack Warden é um homem muito engraçado e Mia Farrow é uma mulher muito engraçada. Este era um grupo de pessoas que conseguiam relaxar".
"Poirot pode ser um peixe frio, mas aqui o tornamos mais humanista e caloroso, interessado nos jovens, por exemplo", disse o diretor. "Peter Ustinov foi capaz de trazer isso à tona".
O figurinista Anthony Powell ganhou o Oscar de melhor figurino, o seu segundo, com esse filme. Entre seus toques pessoais estavam sapatos para Chiles, com saltos cravejados de diamantes que vieram da coleção de uma milionária; e sapatos usados por Davis, feitos com escamas de 26 pítons.
O diretor de fotografia Jack Cardiff disse que ele e Guillermin decidiram dar ao filme "um olhar antiquado dos anos 30".
A coreografia para a cena de tango foi fornecida pelo dançarino britânico Wayne Sleep.
No início de 1978, a filha de David Niven ficou gravemente ferida em um acidente de carro. Niven voava de Londres para a Suíça nos fins de semana durante as filmagens para acompanhar sua recuperação.

## Lançamento
Embora fosse um filme britânico, "Death on the Nile" estreou em Nova Iorque em 29 de setembro de 1978 para coincidir com a venda de ingressos para a inauguração da exposição itinerante "The Treasures of Tutankhamon", que despertou interesse em artefatos egípcios, em 15 de dezembro de 1978, no Museu Metropolitano de Arte. Para o mercado estadunidense, o artista Richard Amsel foi contratado para mudar a arte original do cartaz promocional britânico, incluindo o perfil do Rei Tutancâmon com faca cerimonial (e revólver moderno), enquanto o elenco está em volta.
Em Londres, houve uma estreia real de caridade na ABC Shaftesbury Avenue em 23 de outubro de 1978, assistida pela Rainha, Príncipe Philip e Duque de Mountbatten.

## Recepção
O crítico de cinema David Robinson, em sua crítica para o The Times, disse ter sentimentos confusos sobre o filme. Embora fosse divertido e seguisse a fórmula do filme "Murder on the Orient Express" quatro anos antes, ele o achou um pouco longo demais e não tão bom. Ele observou que o roteirista Anthony Shaffer e o diretor John Guillermin não eram tão adequados para lidar com o rico material de Agatha Christie quanto Paul Dehn e Sidney Lumet haviam sido quando trabalharam em "Murder on the Orient Express".
"Death on the Nile" recebeu críticas geralmente positivas dos críticos de cinema contemporâneos. No Rotten Tomatoes, site agregador de críticas, o filme detém uma taxa de aprovação de 78% com base em 18 críticas, e possui uma classificação média de 6.6/10.

### Bilheteria
Era esperado que a produção fosse popular entre o público depois de "Murder on the Orient Express", o filme britânico mais bem-sucedido até aquele ponto. No entanto, o retorno de bilheteria foi de US$ 14.6 milhões nos Estados Unidos, abaixo do valor de US$ 27.6 milhões que "Orient Express" atingiu.

## Prêmios e indicações
| Ano  | Cerimônia                            | Categoria                | Indicado                    | Resultado |
| ---- | ------------------------------------ | ------------------------ | --------------------------- | --------- |
| 1979 | BAFTA                                | Melhor ator              | Peter Ustinov               | Indicado  |
| 1979 | BAFTA                                | Melhor atriz coadjuvante | Angela LansburyMaggie Smith | Indicado  |
| 1979 | BAFTA                                | Melhor figurino          | Anthony Powell              | Venceu    |
| 1979 | Edgar                                | Melhor filme             | Anthony Shaffer             | Indicado  |
| 1979 | Evening Standard British Film Awards | Melhor filme             | John Guillermin             | Venceu    |
| 1979 | Evening Standard British Film Awards | Melhor ator              | Peter Ustinov               | Venceu    |
| 1979 | Globo de Ouro                        | Melhor filme estrangeiro | Melhor filme estrangeiro    | Indicado  |
| 1979 | National Board of Review             | Melhor atriz coadjuvante | Angela Lansbury             | Venceu    |
| 1979 | Oscar                                | Melhor figurino          | Anthony Powell              | Venceu    |

## Sequências
Um terceiro filme de Poirot, "Evil Under the Sun", deveria ser lançado em 1979, mas foi lançado em 1982. Foi seguido por vários telefilmes estrelando Ustinov e outra adaptação teatral em 1988 intitulada "Appointment with Death", que marcou a interpretação final de Ustinov como Hercule Poirot.
Uma refilmagem dirigida e estrelada por Kenneth Branagh como Poirot foi lançada em fevereiro de 2022.